# Paderna
Paderna és un municipi situat al territori de la província d'Alessandria, a la regió del Piemont (Itàlia).
Limita amb els municipis de Carezzano, Costa Vescovato, Spineto Scrivia, Tortona i Villaromagnano.